# Branquinho (futebolista de salão)
Carlos Alberto Felippsen (São Leopoldo, 6 de julho de 1955), mais conhecido como Branquinho, é um ex-jogador brasileiro de futebol de salão, que atuava na posição de pivô. Ele fez parte da Seleção Brasileira de Futebol de Salão que conquistou o primeiro título mundial em 1982.